# Seeklause Förchensee

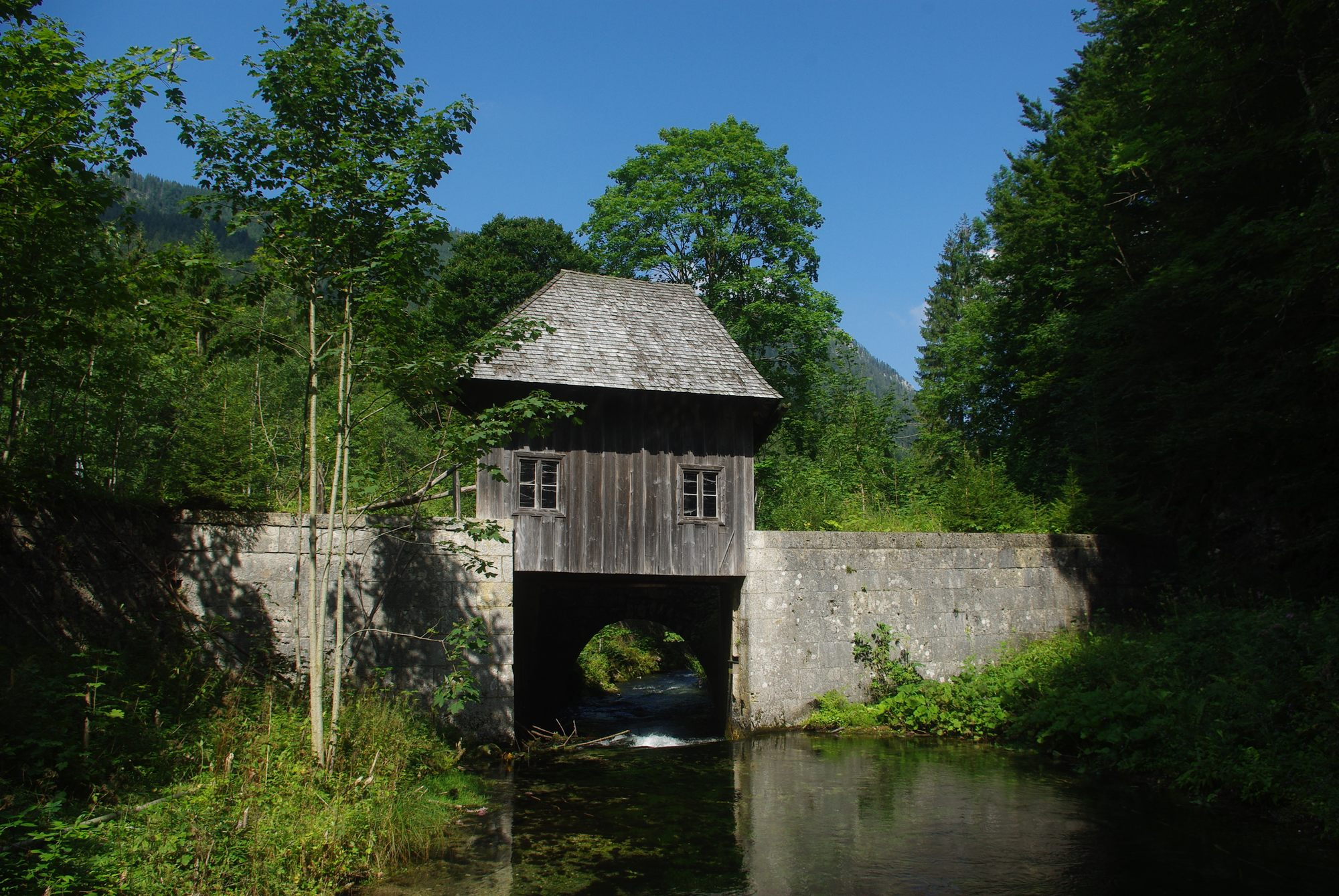
Seeklause Förchensee

Die Seeklause Förchensee (auch: Seetraunklause) ist eine Klause im Ortsteil Seehaus der Gemeinde Ruhpolding, an der Grenze der Gemarkungen Seehauser Forst (rechts der Seetraun) und Vachenau (links der Seetraun).
Die Klause steht unter Denkmalschutz und ist unter der Nummer D-1-89-140-114 in die Bayerische Denkmalliste eingetragen.

## Baubeschreibung
Die Wehranlage der Seeklause ist aus Tuffquader gemauert, die eingelassene Inschrifttafel bezeichnet den Bau mit den Jahren 1765 und 1766.

## Geschichte
Mit der Seeklause am Förchensee wurde Wasser aufgestaut, um Brenn-, Bau- und Nutzholz über die Seetraun, die Weiße Traun und die Traun zur Traunsteiner Saline zu triften.
Die Reviere an der Seeklause lieferten jährlich etwa 2000 Klafter Brennholz an die Saline in Traunstein.
Die letzte Trift fand am 15. Juni 1896 statt. Die Renovierung des Mauerwerks der Klause sowie der Neubau der Klaushütte erfolgte in den Jahren 1983 und 1984 durch das Forstamt Ruhpolding.

## Lage
Die Seeklause liegt direkt an der B305 am nordöstlichen Ende des Förchensees.